# درام آرتساخ
درام یکای پول غیررسمی جمهوری آرتساخ تا ۱ ژانویه ۲۰۲۴ بوده‌است که طی حمله ۲۰۲۳ جمهوری آذربایجان به قره‌باغ کوهستانی منسوخ شد. هرچند در بازار موجود بود اما، وجود درام ارمنستان بیشتر به چشم می‌آمد. این یکای پول دارای اسکناس‌های ۲ و ۱۰ درامی بود که در چاپخانهٔ اتریش به چاپ می‌رسیدند. هر درام آرتساخ به صد لوما تقسیم می‌شد.

## اسکناس
| مجموعه‌های ۲۰۰۴ | مجموعه‌های ۲۰۰۴ | مجموعه‌های ۲۰۰۴ | مجموعه‌های ۲۰۰۴ | مجموعه‌های ۲۰۰۴                                                             | مجموعه‌های ۲۰۰۴                                                 | مجموعه‌های ۲۰۰۴ | مجموعه‌های ۲۰۰۴ | مجموعه‌های ۲۰۰۴ |
| ارزش           | تصاویر         | تصاویر         | رنگ اصلی       | توضیحات                                                                    | توضیحات                                                        | تاریخ          | تاریخ          |                |
| ارزش           | رو             | پشت            | رنگ اصلی       | رو                                                                         | پشت                                                            | انتشار         | استفاده        |                |
| -------------- | -------------- | -------------- | -------------- | -------------------------------------------------------------------------- | -------------------------------------------------------------- | -------------- | -------------- | -------------- |
| ۲ درام         |                |                | قرمز           | کلیسای جامع گاندزاسار یحیی تعمیددهنده مقدس در مارتاکرت، گریگور روشنگر مقدس | نقش برجسته صلیب مسیحی و یحیی تعمیددهنده در حال تعمید عیسی مسیح | ۲۰۰۴           | ۲۰۰۴           |                |
| ۱۰ درام        |                |                | سبز            | عیسی انجیل‌ها در دست و دست به نیایش درصومعه دادیوانک در شاهومیان            | بشکه شراب به همراه یک خوشه انگور، پل خداآفرین، قالی قره‌باغ     | ۲۰۰۴           | ۲۰۰۴           |                |

## سکه‌ها
| نگاره | بها       | رو                     | پشت                               | جنس         | قطر (میلی‌متر) | جرم (گرم) | تاریخ نخستین ضرب |
| ----- | --------- | ---------------------- | --------------------------------- | ----------- | ------------- | --------- | ---------------- |
|       | ۵۰ لوما   | نشان ملی جمهوری آرتساخ | اسب                               | آلومینیوم   | ۲۰,۰۰         | ۰,۹۵      | ۲۰۰۴             |
|       | ۵۰ لوما   | نشان ملی جمهوری آرتساخ | شاخ‌دراز                           | آلومینیوم   | ۲۰,۰۰         | ۰,۹۵      | ۲۰۰۴             |
|       | ۱ درام    | نشان ملی جمهوری آرتساخ | قرقاول                            | آلومینیوم   | ۲۱,۹۰         | ۱,۱۵      | ۲۰۰۴             |
|       | ۱ درام    | نشان ملی جمهوری آرتساخ | گریگور روشنگر                     | آلومینیوم   | ۲۱,۹۰         | ۱,۱۵      | ۲۰۰۴             |
|       | ۱ درام    | نشان ملی جمهوری آرتساخ | یوزپلنگ                           | آلومینیوم   | ۲۱,۹۰         | ۱,۱۵      | ۲۰۰۴             |
|       | ۵ درام    | نشان ملی جمهوری آرتساخ | کلیسای قازانچتسوتس آمناپرگیچ مقدس | مس+نیکل+روی | ۲۱,۹۰         | ۴,۵۰      | ۲۰۰۴             |
|       | ۵ درام    | نشان ملی جمهوری آرتساخ | ما کوه‌های خود هستیم               | مس+نیکل+روی | ۲۱,۹۰         | ۴,۵۰      | ۲۰۰۴             |
|       | ۱۰۰۰ درام | نشان ملی جمهوری آرتساخ | دریاچه وان                        | آلومینیوم   | ۲۱,۹۰         | ۱,۱۵      | ۲۰۰۳             |
|       | ۱۰۰۰ درام | نشان ملی جمهوری آرتساخ | گئورگ چاووش                       | آلومینیوم   | ۲۱,۹۰         | ۱,۱۵      | ۲۰۰۳             |